# 16826 Daisuke
16826 Daisuke este un asteroid din centura principală de asteroizi.

## Descriere
16826 Daisuke este un asteroid din centura principală de asteroizi. A fost descoperit pe 19 noiembrie 1997 la Chichibu de Naoto Satō. Asteroidul prezintă o orbită caracterizată de o semiaxă mare de 2,29 ua, o excentricitate de 0,12 și o înclinație de 3,6° în raport cu ecliptica.